# Hashmatullah Barekzai
Hashmatullah „Hashmat“ Mohammad Barekzai (* 4. Juni 1987 in Kabul, Afghanistan) ist ein afghanischer Fußballspieler, der derzeit bei Shaheen Asmayee unter Vertrag steht.

## Vereinskarriere
Seit 2004 war Barekzai für den Kabuler Verein FC Kabul Bank aktiv und wurde in den Jahren 2009, 2010 und 2012 afghanischer Meister. 2007 wurde er mit seiner Mannschaft Vizemeister und Torschützenkönig der Afghanistan Premier League. 2008 wurde er wieder mit acht Toren Torschützenkönig. Im Mai 2013, wo man den Kabul Cup gewann und er auch Torschützenkönig wurde, verließ Barekzai den Verein nach 178 Toren in 156 Partien.
Zur Saison 2013 wechselte Hashmatullah Barekzai zum Kabuler Erstligisten Shaheen Asmayee. Dort wurde er sofort zum Publikumsliebling und Stammspieler. Am Ende der Saison wurde Shaheen Asmayee Meister, und Barekzai wurde mit sieben Toren in sechs Spielen Torschützenkönig (neben Hamidullah Karimi) und auch noch zum Spieler der Saison ernannt.
Aufgrund seiner Leistungen weckte er das Interesse ausländischer Vereine, und so unterschrieb Barekzai am 31. Oktober 2013 einen Vertrag beim indischen Erstligisten Mumbai FC. Gleich in seinem ersten Spiel gegen den Bengaluru FC (2:2) konnte er ein Tor erzielen, als er in der 9. Minute zum zwischenzeitlichen 1:1 traf. Da ihm sein Gehalt nicht gezahlt wurde, löste er seinen Vertrag bereits Anfang Dezember 2013 nach nur einem Monat und drei Einsätzen in der I-League wieder auf.
Zur Saison 2014 kehrte er in seine Heimat zu Shaheen Asmayee in die APL zurück. Im ersten Spiel gegen De Abasin Sape (5:1) gelangen ihm zwei Tore und zwei Vorlagen. Am Ende der Saison wurde man wieder afghanischer Meister nach einem 3:2-Sieg im Finale gegen Oqaban Hindukush; Barekzai gelang dabei der Siegtreffer in der 92. Minute. Mit insgesamt fünf Treffern belegte der Stürmer den zweiten Platz der Torschützenliste.
Nach dem zweiten Platz in der Saison 2015 gewann man in der darauffolgenden Saison wieder die afghanische Meisterschaft. Mit insgesamt 18 Toren am Ende der Saison 2016 holte er Hamidullah Karimi als Rekordtorschütze der Afghan Premier League ein.

## Nationalmannschaft
In der afghanischen Nationalmannschaft debütierte Barekzai 2007. 2011 wurde er bei der Südasienmeisterschaft Vizemeister nach einer 0:4-Niederlage im Finale gegen Indien. Zwei Jahre später revanchierte man sich bei Indien mit einem 2:0-Sieg im Finale, und so gewann Afghanistan seinen ersten internationalen Titel.
Am 29. März 2015 gab Barekzai als einer von sieben Nationalspielern seinen Rücktritt aus der Nationalmannschaft bekannt. Als Grund wurden teaminterne Schwierigkeiten angegeben.

## Erfolge

### Im Verein
FC Kabul Bank
- Afghanistan Premier League: Meister 2009, 2010, 2012
- Kabul Cup: Sieger 2013

Shaheen Asmayee
- Afghan Premier League: Meister 2013, 2014, 2016

### In der Nationalmannschaft
- Südasienmeisterschaft: Sieger 2013, Zweiter 2011

### Auszeichnungen
- Torschützenkönig der Afghanistan Premier League: 2007, 2008
- Torschützenkönig des Kabul Cups: 2013
- Torschützenkönig der Afghan Premier League: 2013, Zweiter 2014
- Spieler der Saison der Afghan Premier League: 2013